# Agra katewinsletae
Agra katewinsletae là một chi bọ cánh cứng thuộc họ Carabidae được đặt theo tên ca sĩ và diễn viên người Anh Kate Winslet.